# 춘해병원
춘해병원은 부산광역시 부산진구 중앙대로605에 위치한 학교법인 종합병원이다.

## 연혁
- 1947년 6월 12일 부산시 중구 신창동 1가 23에 '춘해외과의원' 개설
- 1958년 4월 14일 재단법인 춘해병원 인가
- 1967년 12월 학교법인 춘해학원 인가로 춘해간호 전문대학 개설 및 학교법인 부속병원이 됨
- 1971년 3월 부산시 진구 범천1동 873-44번지 '춘해범천병원' 개설
- 1977년 4월 신창동소재 춘해병원을 춘해신창병원으로 개칭
- 1979년 8월 범천동소재 춘해범천병원을 '춘해병원으로 개칭
- 1983년 7월 4일 종합병원 허가

## 같이 보기
- 춘해보건대학교